# SOHO (Шарм-эш-Шейх)
Площадь Сохо (англ. Soho Square) — торгово-развлекательный променад, проходящий между двух гостиниц Savoy 5* и Sierra 4*, в бухте White Knight, в городе Шарм-Эш-Шейх, Египет.

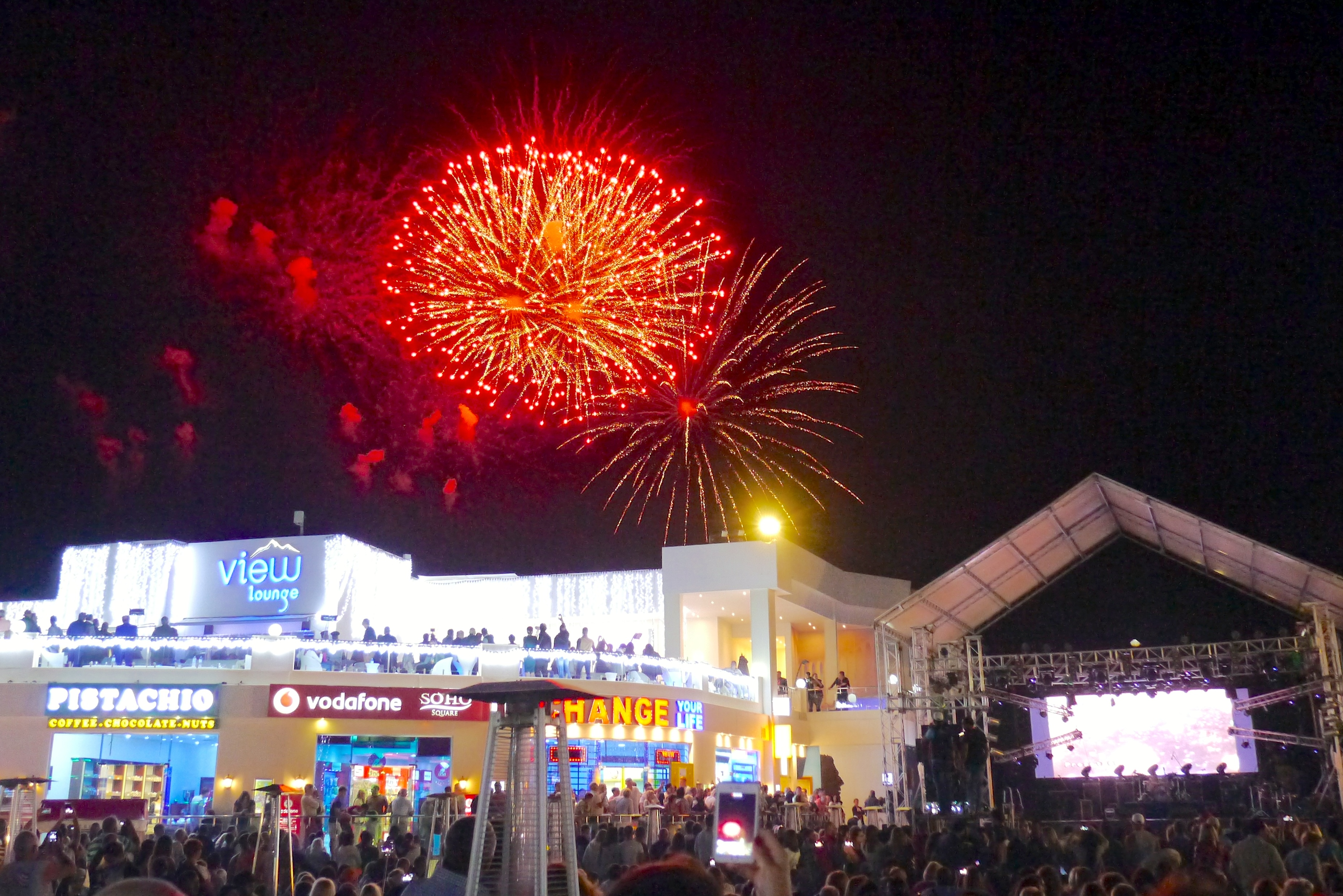
Праздничный салют на СОХО

Открылась в конце 2008 года, создателем стал египетский бизнесмен Эмад Азис, владелец соседних гостиниц. Длина променада около 280 метров.
Все сделано в европейском стиле, нет намека на египетские рынки или архитектуру. В центре Сохо разместилась сцена, на которой часто происходят различные шоу и мероприятия. Уже стало традицией, проведение Big Switch On - открытие рождественских праздников, вместе с губернатором провинции Южный Синай и приглашенными артистами. Здесь выступали Макс Барских, группа “НеАнгелы”, Boney M., Ани Лорак, Авраам Руссо, UB40, Тина Кароль, Джамала вместе с египетскими артистами.
Первое, ради чего туристы приезжают на площадь Сохо в Шарм-эш-Шейх - поющие фонтаны. Представления проходят в вечернее время, тогда фонтан особенно красив. Цветная подсветка, музыкальное сопровождение, смена форм струй делает шоу впечатляющим. Длительность - 15 минут. Расписание шоу - ежедневно, первый показ в 18:45, далее через час, в 19:45, в 20:45, 21:45, 22:45.
Культурама это место, где находится панорамный экран большого размера. Он изогнут, и при его создании использованы новейшие технологии, поэтому создается впечатление полного погружения в происходящее. На экране показывают историю Египта с древних времен и по настоящее время.

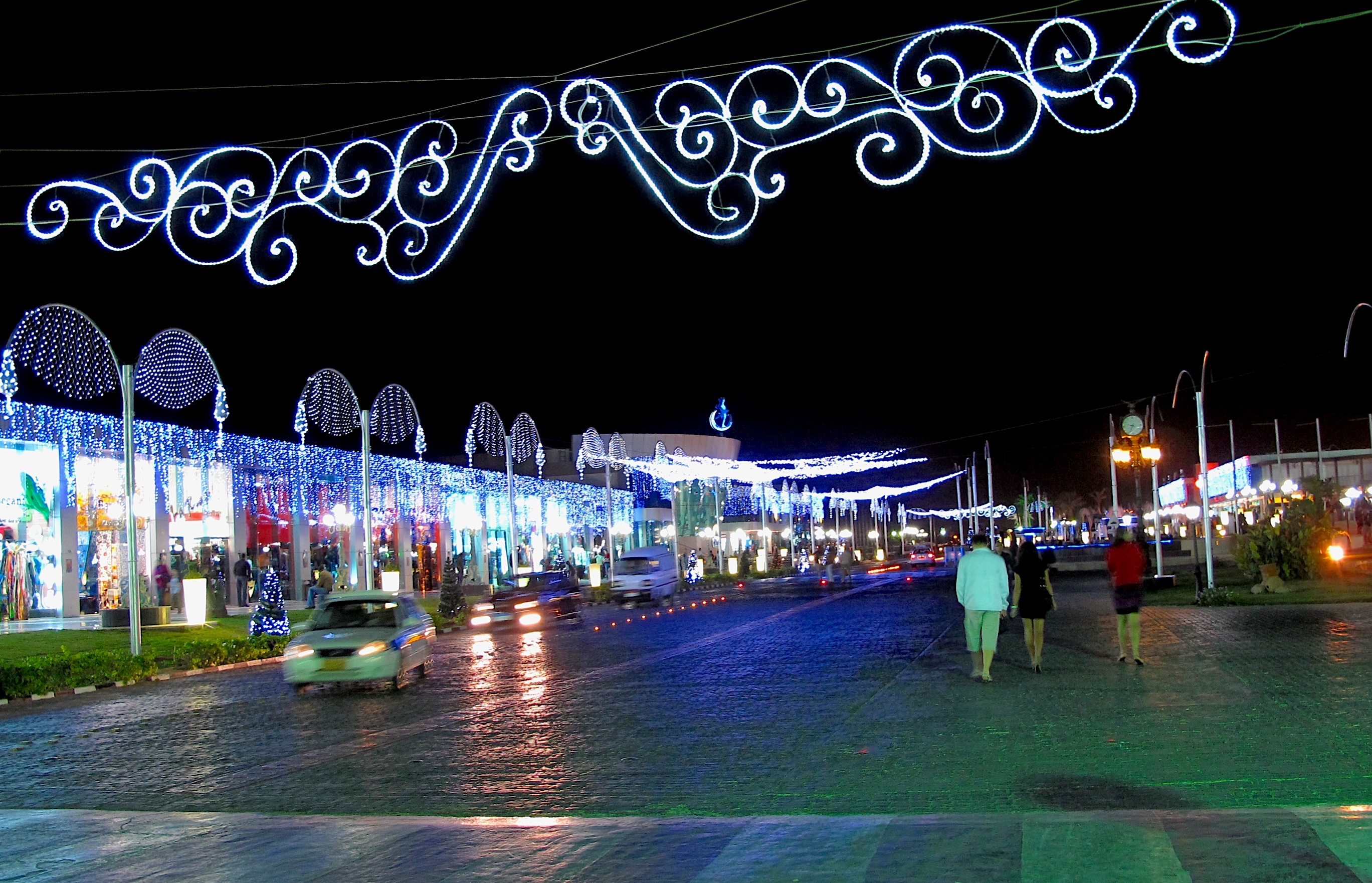
Площадь Сохо, 2009 год

На площади расположено множество ресторанов, кафе, баров, магазинов, боулинг и каток. Ночной клуб Pangaea входит в мировую сеть развлекательных заведений. Ежедневно здесь играют лучшие Диджеи не только Египта но и приглашенные звезды с всемирно известными именами. Работает Duty free. 
На Сохо проводят Soho Square Ladies Tournament — профессиональный женский теннисный турнир. Игрался на открытых кортах с грунтовым покрытием.
1. ↑  мероприятия, Встречи и; Главная; Sheikh, Sharm El; предложения, Специальные; Club, SAVOY. https://www.savoygroup-sharm.com/ru/savoy-group. Savoy Corp. Дата обращения: 4 мая 2024. Архивировано 4 мая 2024 года.
2. ↑  Екатерина. Площадь Сохо в Шарм-эль-Шейхе в Египте в 2024 году: на карте, фото, отели. ТУРвопрос (23 октября 2021). Дата обращения: 4 мая 2024. Архивировано 4 мая 2024 года.
3. ↑  SOHO Square™ Sharm El Sheikh. www.soho-sharm.com. Дата обращения: 4 мая 2024.
4. ↑  Что стоит посмотреть в Шарм эль Шейхе (укр.). АВЕНТУР. Дата обращения: 4 мая 2024. Архивировано 1 июня 2023 года.